# تاجدة (ترميكت)
تاجدة هي إحدى مشيخات المملكة المغربية، تتبع جغرافيا لإقليم ورززات وإداريًا لترميكت. يقدر عدد سكانها بـ 4225 نسمة حسب الإحصاء الرسمي للسكان والسكنى لسنة 2004.